# Smithereens
Smithereens —en España: «Añicos» — es el segundo episodio de la quinta temporada de la serie de antología de ciencia ficción británica Black Mirror. Escrito por el creador y showrunner de la serie, Charlie Brooker, y dirigido por James Hawes, se estrenó en Netflix el 5 de junio de 2019, junto a «Striking Vipers» y «Rachel, Jack and Ashley Too». En el episodio, el conductor de taxi por aplicación Chris (Andrew Scott) toma como rehén al becario Jaden (Damson Idris) de Smithereen, una gran empresa de medios sociales, exigiéndole que se ponga en contacto con el director general de la compañía, Billy Bauer (Topher Grace).
El episodio se inspiró en una experiencia que Brooker tuvo en un coche alquilado a través de Uber, cuando el conductor se bajó inesperadamente a por una botella de agua. También comenzó una historia en torno a cómo una persona llora la pérdida de un ser querido de manera diferente cuando su vida está inscrita permanentemente en las redes sociales. Smithereen es similar al sitio web de medios sociales Twitter y Bauer es comparado con su CEO en ese momento, Jack Dorsey. La mayor parte del rodaje tuvo lugar en Inglaterra, pero las escenas de Grace se filmaron en España. Las escenas se rodaron más o menos en orden cronológico, a petición de Scott, cuya incapacidad para conducir supuso un reto para la producción. 
El tema principal de «Smithereens» es el poder de las empresas de medios sociales y los atributos negativos de sus productos, incluida la adictividad. La recepción de la crítica fue variada: la actuación de Scott recibió muchos elogios y una nominación al premio Primetime Emmy, pero la prensa criticó principalmente el argumento del episodio y la simplicidad de su mensaje. La prensa lo ha clasificado como de lo peor de Black Mirror. 

## Trama
Chris Gillhaney (Andrew Scott) es un conductor de auto compartido en Londres. Se acuesta con Hayley (Amanda Drew), una mujer de su terapia de grupo, que ha estado intentando adivinar la contraseña de la cuenta de Persona de su difunta hija para averiguar qué la llevó al suicidio. Un día, Chris recoge a Jaden (Damson Idris), un empleado de la empresa de medios sociales Smithereen. Chris lo secuestra a punta de pistola, pero se enfurece al descubrir que es un becario recién llegado. Una agente de policía ve a Jaden en el asiento trasero con una bolsa en la cabeza y lo persigue con su compañero. En la persecución, Chris se desvía para evitar a dos ciclistas adolescentes y detiene el coche en un campo. Llega un contingente adicional de policías, dirigidos por la agente Linda Grace (Monica Dolan). 
Chris pretende hablar con el director general de Smithereen, Billy Bauer (Topher Grace), para lo que envía una foto de Jaden a punta de pistola a su superior. La noticia llega a la directora de operaciones Penelope Wu (Ruibo Qian) en Estados Unidos, que pone a Chris en espera. Sin embargo, Billy está en un retiro solitario. Mientras la policía visita la dirección que Chris tenía registrada en la aplicación, Smithereen reúne mucha más información a través de los perfiles de las redes sociales de Chris: Ex-profesor, perdió a su prometida Tamsin tres años antes en un accidente de coche por culpa de un conductor ebrio y lleva semanas planeando un secuestro. El negociador de rehenes David Gilkes (Daniel Ings) habla con Chris, pero este ha investigado las tácticas del negociador y aprovecha el rehén para que David se vaya. 
Smithereen está grabando a Chris mientras está en espera. Chris lo resuelve fingiendo que la pistola es falsa y fijándose en el cambio de comportamiento de la policía y en las publicaciones de los transeúntes en las redes sociales. Amenaza con disparar a Jaden en cinco minutos, a menos que Billy le llame; a pesar de las protestas de Penélope y el FBI, Billy lo hace. Hablando con él, Chris revela que estaba abriendo una notificación de Smithereen cuando los coches chocaron y se culpa de las muertes. Chris y Billy están de acuerdo en que Smithereen ha sido diseñado para ser lo más adictivo posible y Billy dice que estaba planeando dejarlo como director general. Chris insinúa que ahora se suicidará, pero Billy le ruega a Chris que le deje ayudar. Chris piensa en un último favor: pedirle a Persona que le dé a Hayley la contraseña de su hija. 
Chris intenta liberar a Jaden, quien insta a Chris a no intentar suicidarse y luego lucha por quitarle el arma. A las órdenes de Grace, los francotiradores disparan contra el coche mientras la pareja lucha. Alrededor del mundo, la gente revisa sus teléfonos y luego continúa con sus vidas.

## Producción
Netflix encargó una quinta temporada de Black Mirror en marzo de 2018, tres meses después del estreno de la cuarta. Inicialmente parte de la producción de la quinta temporada, la obra interactiva Black Mirror: Bandersnatch aumentó su alcance hasta el punto de separarse de la serie y estrenarse como película independiente el 28 de diciembre de 2018. Aunque las anteriores temporadas del programa producidas por Netflix contenían seis episodios, la quinta consta de tres, ya que el creador de la serie, Charlie Brooker, lo consideró preferible a hacer esperar a los espectadores más tiempo para la siguiente entrega. Los tres episodios —«Striking Vipers», «Smithereens» y «Rachel, Jack and  Ashley Too»— se estrenaron en Netflix simultáneamente el 5 de junio de 2019. Como Black Mirror es una serie antológica, cada entrega puede verse en cualquier orden.

### Concepción y escritura
Brooker, quien escribió «Smithereens», quería que la serie contuviera un episodio sin tecnología futurista, para recordar a los espectadores que Black Mirror no es únicamente un programa de ciencia ficción.  Las anteriores entregas incluyen el primer episodio, «The National Anthem», y el de la tercera temporada, «Shut Up and Dance». Las dos ideas iniciales para «Smithereens» fueron una pregunta sobre cómo se enfrenta una persona a la pérdida de un ser querido cuya vida ha quedado registrada en las redes sociales y una experiencia en un coche compartido reservado a través de Uber. En esta última, el conductor salió inesperadamente del coche y buscó algo en el maletero, mientras Brooker se daba cuenta de que no sabía dónde estaban. El conductor había bajado por una botella de agua.

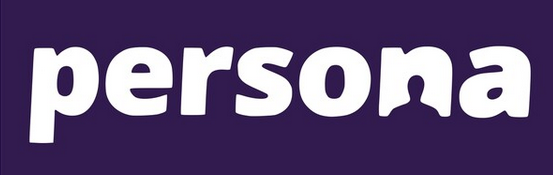
La afligida Hayley pretende acceder a la cuenta de redes sociales de su hija en el sitio web ficticio Persona.

La primera idea se convirtió en una historia en la que el protagonista intentaba entrar en la cuenta de las redes sociales de alguien que había muerto por suicidio, pero Brooker pensó que sería «extremadamente superficial y barato, y también extrañamente intrusivo» dar una «razón simplista» para el suicidio de un personaje. Al final del episodio, el personaje secundario Hayley tiene este argumento, pero no se muestra el contenido de la cuenta de Persona de su hija. Brooker dijo: «En realidad, ella probablemente solo va a abrir otra caja de preguntas al entrar allí».
La productora ejecutiva Annabel Jones describió a Chris como «abrumado» y dijo que «se siente como un espectador» de la sociedad. Al hablar de los efectos psicológicos de la tecnología, Brooker dijo que solía «coger un cigarrillo a primera hora de la mañana» como fumador empedernido, y que ahora hace lo mismo con su teléfono inteligente por un «bucle similar de recompensa y retroalimentación». Jones puso el ejemplo de una pantalla de inicio que muestra el número de correos electrónicos no leídos como gamificación, una de las muchas características que atestiguan cómo los teléfonos están «sutil e incrementalmente... diseñados para absorberte».
Billy Bauer se escribió para encarnar a un empresario de Silicon Valley: Brooker ha dicho que Billy se considera un «tipo de hombre liberal, hippie y con iniciativa».  No fue escrito para ser un «villano de dibujos animados» ni para parecerse a ningún CEO de las redes sociales en particular, aunque Brooker se inspiró en un retiro de diez días realizado por el entonces CEO de Twitter, Jack Dorsey. Jones comentó que Billy está «tan perdido como» Chris y se siente «fuera de control».
Brooker describió el final del episodio, en el que se ve a unos desconocidos mirando sus teléfonos, como un mensaje sobre cómo las vidas de los personajes se «reducen a un confeti efímero que pasa de largo». El «día más importante» de la vida de Chris y tal vez de Jaden queda «reducido al nivel de un pop-up».

### Casting y rodaje

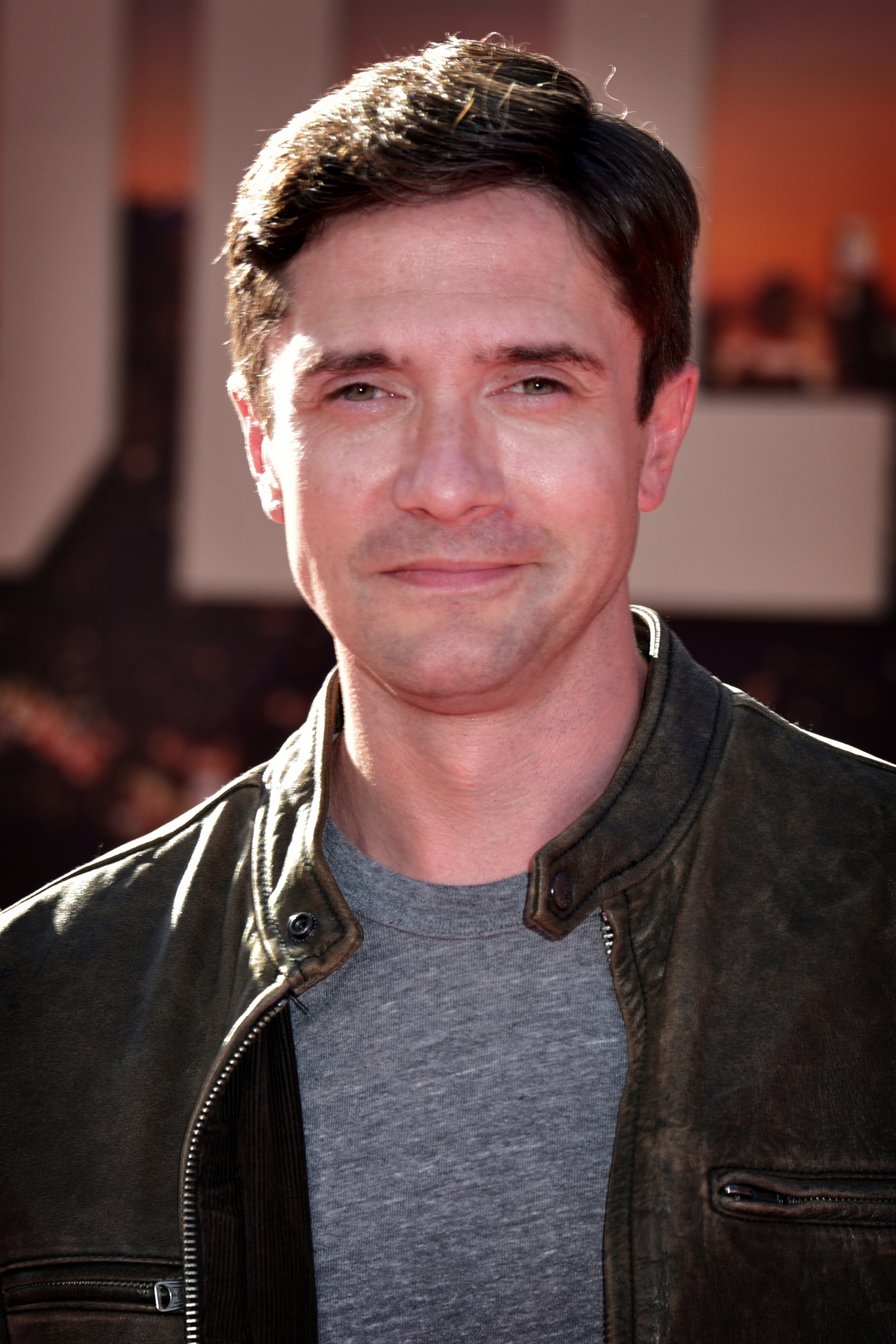
Topher Grace, un antiguo fan del programa, interpretó a Billy Bauer.

Scott habló previamente con Brooker sobre la posibilidad de aparecer en el episodio y finalmente se unió al reparto de «Smithereens» ya que estaba «realmente atrapado por el personaje [principal]». Se describió a sí mismo como menos interesado en la tecnología que en «la idea de la vulnerabilidad de las personas de que se puede cometer un simple error en cualquier momento y se puede culpar a uno mismo o a los poderes fácticos». A petición de Scott, la mayor parte del episodio se rodó en orden cronológico, para poder «revelar poco a poco» más del personaje de Chris. Dijo que era «lo más juguetón posible» a la hora de actuar, con el objetivo de hacerlo «de las más diversas maneras posibles». Una de las dificultades del rodaje fue que Scott no sabía conducir un coche. La producción montó uno encima de una plataforma móvil y le indicó a Scott que imitara la dirección para acompañar la filmación.
Topher Grace —que había participado recientemente en BlacKkKlansman (2018)— interpretó a Billy Bauer. El actor buscaba variar los tipos de personajes que interpretaba y era un fan de la serie, habiendo disfrutado especialmente de «Be Right Back», de la segunda temporada, y de otros episodios que «son más emocionales que tecnológicos». Se sorprendió al leer el guion cuando llegó a la aparición de Billy, ya que se había creado la expectativa de que sería más como un villano.  Dijo que otros fundadores de empresas tecnológicas similares habían «creado su propia leyenda» y que esperaba que Billy destacara entre la multitud y tuviera una distintiva «relación con la espiritualidad». Por esta razón, Grace quería que Billy fuera calvo, pero después de discutirlo terminó con un moño. Grace dijo a un entrevistador que no estaba seguro de que Billy estuviera «tan atrapado como dice», pero que personalmente no le gusta «la gente así». Damson Idris interpretó a Jaden, el becario de Smithereen. Su primera audición para Black Mirror fue para el episodio de la tercera temporada «Men Against Fire».
El director James Hawes había dirigido previamente «Hated in the Nation» en la tercera temporada. La mayor parte del rodaje tuvo lugar en Inglaterra, coincidiendo con la producción de Bandersnatch. Las escenas urbanas se rodaron en varios lugares del centro de Londres.  Algunas secuencias se rodaron en Harrietsham, Maidstone en Kent y en un campo cerca de Gravesend alrededor de junio de 2018. El embalse de Fairbourne, en Kent, se utilizó como escenario para las escenas de la sala de juntas.  Grace voló al Reino Unido para ver la actuación de Scott y conocerlo brevemente antes del rodaje de sus escenas en España. Para ayudar a Grace a igualar la intensidad emocional de Scott durante la llamada telefónica, se contrató a un actor para que leyera las líneas de Chris fuera de la pantalla; normalmente, la persona que desempeña este papel no es un actor profesional.
El artista japonés Ryuichi Sakamoto compuso la banda sonora del episodio, conocido por su música electrónica y sus bandas sonoras. Incorpora sintetizadores que, según el crítico de Pitchfork Daniel Martin-McCormick, crean «una tensión creciente», «un estado de emergencia inminente» y están «firmemente integrados» en el episodio. La banda sonora se publicó en forma de álbum dos días después del estreno del episodio.

## Análisis

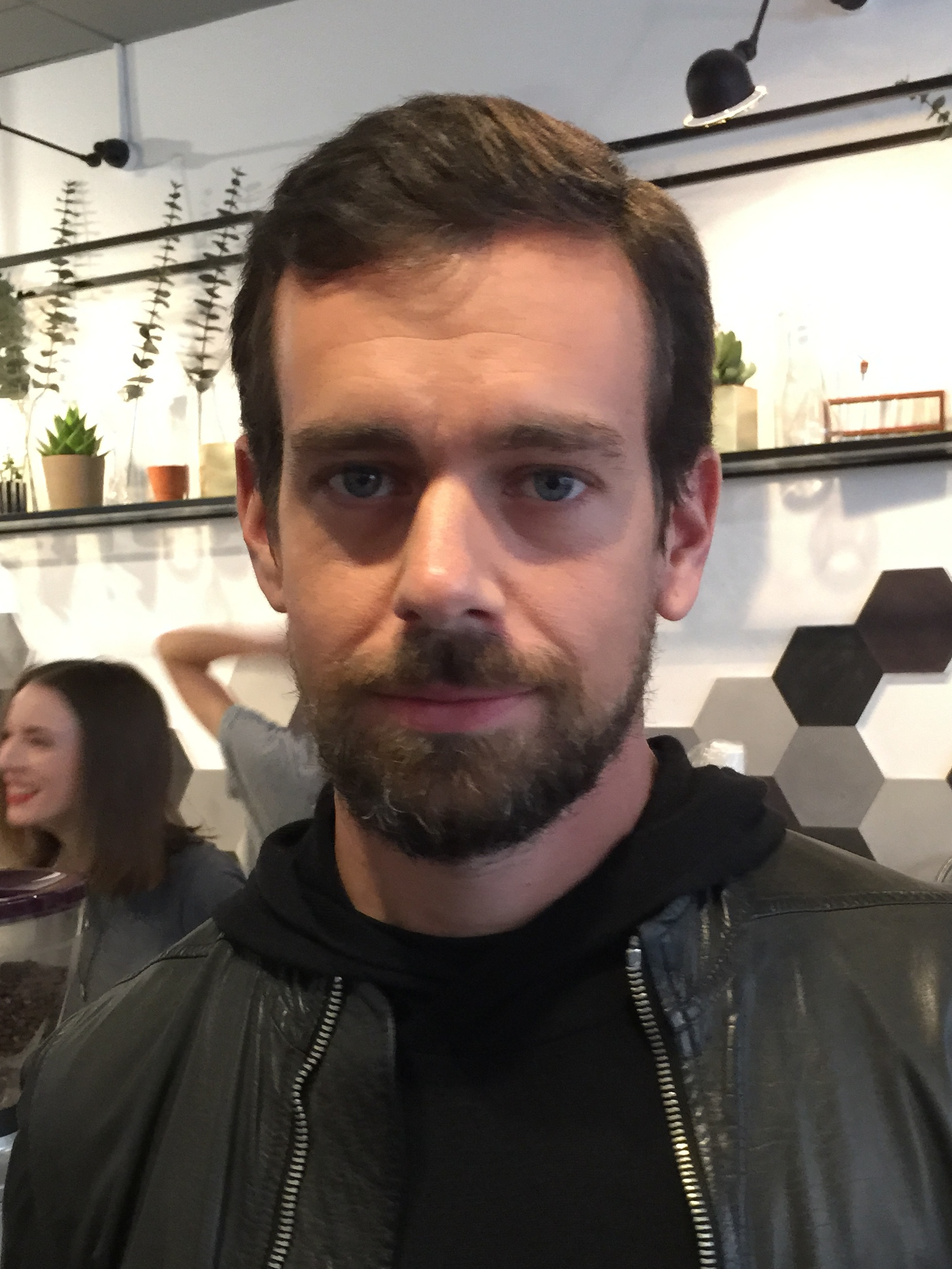
Muchos críticos establecieron comparaciones entre Billy Bauer y el entonces CEO de Twitter, Jack Dorsey.

Charles Bramesco, de Vulture, y Matt Reynolds, de Wired, consideraron que el episodio tiene un estilo de procedimiento policial, similar al episodio de la tercera temporada «Hated in the Nation». Atípico para el género, la recopilación de inteligencia es rápida, debido al poder de las empresas de redes sociales, en lugar de formar la mayor parte del tiempo de duración del episodio.  «Smithereens» está ambientada en 2018; David Sims, de The Atlantic, dijo que «podría haber sido sacada de los titulares de hoy». En su opinión, al igual que en el caso de «The National Anthem», se trata de una noticia que «empieza a descontrolarse en Internet». La crítica de Vox, Aja Romano, encontró que «combina una fuerte mezcla de nihilismo sombrío y sátira social» y «se presenta como una declaración de la tesis de la serie en su conjunto». Louisa Mellor, de Den of Geek, vio una «comedia oscura de errores» en el plan de Chris, que rápidamente salió mal de varias maneras, y Sims comentó que el episodio muestra «tropos clásicos de rehenes», incluyendo «los policías en pánico, el negociador astuto [y] los francotiradores que buscan un tiro a través de sus visores». Stephanie Dube Dwilson, en  su crítica para Heavy, señaló la ausencia de un giro «inesperado» o «increíblemente oscuro», como muchos episodios anteriores.
El episodio sugiere que las empresas de redes sociales no rinden cuentas y hacen que la gente sea vulnerable e impotente. Chris Longo sugirió en Den of Geek que la tecnología está «diseñada a propósito para darnos pequeños golpes de dopamina».  El expresidente de Facebook, Sean Parker, habló en un evento de 2017 sobre la adicción de las redes sociales, donde dijo que él, el CEO de Facebook, Mark Zuckerberg, y Kevin Systrom, de Instagram, «entendieron esto conscientemente» pero «lo hicieron de todos modos». Mellor dijo que es «suavemente irónico» que Chris utilice una aplicación de meditación en su teléfono «para escapar de los efectos de otras aplicaciones». La psicóloga social Rosanna Guadagno destacó que «las investigaciones han demostrado que las notificaciones de nuestros teléfonos tienen un impacto negativo en nuestros niveles de estrés, ansiedad y bienestar general».  La canción de 1967 «Can't Take My Eyes Off You», cantada por Frankie Valli, aparece a lo largo del episodio y suena en los créditos finales; Mellor calificó la elección de la canción como «una broma sobre la adicción al teléfono».
El episodio muestra que las empresas de redes sociales son más poderosas que las fuerzas del orden en la elaboración de perfiles de personas. Guadagno consideró que la recopilación de información sobre Chris por parte de Smithereen era «tanto una violación de la privacidad» como una demostración de «lo que se puede saber de alguien a base de vigilar sus actividades digitales». Victoria Turk, de Wired, consideró poco realista que Smithereen opte por involucrarse en la actividad policial, y afirmó que este tipo de empresas «parecen distanciarse constantemente» de esto «ya que no quieren esa responsabilidad».

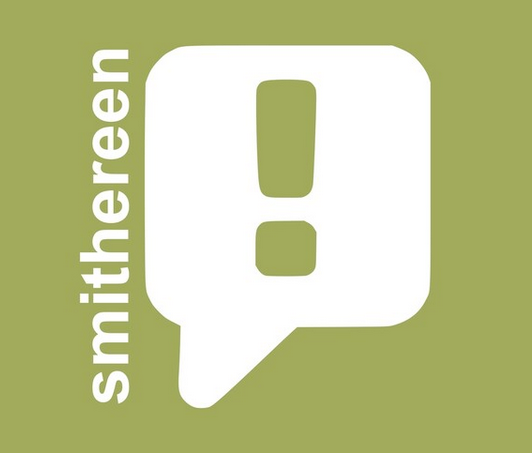
Los críticos identificaron al ficticio Smithereen con el sitio web de redes sociales Twitter.

La crítica más habitual es comparar a Billy Bauer con Jack Dorsey, el CEO de Twitter en ese momento. Thomas Gorton, de Dazed, y Jim Vorel, de Paste, hicieron comparaciones con Zuckerberg, y Vorel también vio un aspecto del fundador de Apple Inc. Steve Jobs en Billy. Smithereen se identificó como similar a Twitter, y Persona a Facebook. Ed Cumming, de The Independent, comentó sobre la elección del nombre: «Un smithereen es un pequeño fragmento de algo, los restos de una explosión: los usuarios de la empresa y también la información que publican». Chris Longridge, que escribe para Digital Spy, vio una «parábola religiosa» en Billy, que podría representar a Jesús o a un Dios cristiano. Longridge describió a Billy como «efectivamente omnisciente», con un «aire de Jesús del arte renacentista». Sin embargo, «resulta ser sólo un tipo», lo que podría simbolizar una «crisis existencial de la humanidad en un mundo que ya no tiene a Dios».
Los críticos ofrecieron distintas descripciones de los motivos y el comportamiento de Chris. Olly Richards, de NME, dijo que Chris «responsabiliza a Smithereen» de la muerte de su ex prometida, una opción más fácil «que aceptar que él tuvo la culpa»; sin embargo, Longo dijo que cuando Chris habla con Billy, el público se da cuenta de que «no tiene como chivo expiatorio a Smithereen». Vorel dijo que Chris puede estar «en guerra consigo mismo» por sus decisiones, lo que le lleva a «una especie de energía nerviosa espástica y explosiva».  Sims vio el episodio como «una historia de dos personas totalmente a la deriva» —Chris y Billy— «incapaces de seguir viviendo en un mundo interconectado». Dwilson consideró que su conversación mostraba «el poder de un simple intercambio individual en un mundo dominado por los intercambios sociales escuetos». Guadagno esperaba que, tras su llamada, Billy pudiera «hacer que su plataforma de medios sociales se centrara en maximizar la conexión humana positiva haciendo de las personas el cliente, no la mercancía».
Los huevos de Pascua hacen referencia a episodios anteriores a través de fotogramas de un personaje que se desplaza por los contactos de su teléfono, muchos de los cuales comparten nombres con anteriores personajes de Black Mirror, y los trending topics en Smithereen incluyen SaitoGemu, una empresa de videojuegos de «Playtest», y Tucker, la empresa que está detrás de la realidad simulada en «San Junipero».

## Recepción

### Crítica
El episodio tuvo una recepción mixta, ya que la mayoría de los críticos consideraron que el argumento y el tema carecían de complejidad, pero la actuación de Scott se mereció los elogios. En el sitio web recopilador de reseñas Rotten Tomatoes, el episodio tiene un índice de aprobación del 68% basado en 25 críticas. El consenso de la crítica en el sitio web dice: «Un resbaladizo dilema moral y una magnífica actuación de Andrew Scott hacen que 'Smithereens' sea observable, aunque su familiar historia se parezca más a un primer episodio de Black Mirror que a una fresca historia de terror futurista». De cinco estrellas, el episodio obtuvo cuatro en The Telegraph, tres en la BBC y The Independent y dos en Vulture. Recibió una calificación de 7.8 sobre 10 en la revista Paste. Frazier Tharpe, de Complex, cree que el episodio es el mejor de la quinta temporada, pero Lucy Mangan, de The Guardian, lo considera «quizás el menos exitoso». Sims dijo que era el «único fracaso definitivo» de la serie, ya que «adolece de muchos de los defectos» de la cuarta.
Los críticos identificaron la autoparodia, el drama y el cliché como aspectos del episodio, y en su mayoría calificaron su tono de forma negativa. Mellor dijo que «se siente como una imitación» de la «personalidad singularmente identificable» de Black Mirror. Romano y Richards criticaron el episodio por considerarlo dependiente de los clichés. Cumming la resumió como «más apagada que sutil» y Hugh Montgomery la reseñó para la BBC como «un drama bastante inerte y poco caracterizado». Longridge sugirió que el episodio podría estar «haciendo un guiño a la audiencia», dado que se relaciona con una conocida parodia del mensaje del programa: «qué tal si los teléfonos, pero demasiado». Del mismo modo, Mellor y Tharpe destacaron la posible autoparodia en el desplante de Chris al descubrir que Jaden es un becario, aunque Tharpe consideró que esto, sin embargo, era «emocionalmente conmovedor». Tharpe también elogió el episodio como tenso y «con buen ritmo», pero «casualmente hilarante».
El argumento y el tema central fueron mayoritariamente criticados. Al ser el episodio más largo de la serie, Cumming y Sims criticaron «Smithereens» por su duración, y además describieron la trama como «escasa», al igual que Turk. Mellor dijo que «carece de la profundidad habitual de este programa», Turk encontró «el alcance un poco corto» y Richards consideró que tiene «poco que decir que no sea ya una opinión común». Sims escribió que estaba «obstaculizado por... el tiempo que tarda la acción en ponerse en marcha». Turk calificó la exploración de las redes sociales como «un poco bidimensional» y Longo vio el episodio como «demasiado autocontenido para aprovechar plenamente el potencial de las ideas». Montgomery escribió que los personajes «están sujetos a una línea argumental que es un vehículo para algunos puntos bastante torpes» y Romano vio el mensaje como «redundante y un poco débil». Bramesco criticó el episodio por tener un «concepto fuerte con muchas vías para una exploración más profunda» que se evitó en favor de «la misma vieja conclusión sobre los teléfonos inteligentes que exacerban nuestras peores cualidades», mientras que tanto Longo como Turk consideraron que las preocupaciones sobre la privacidad de los datos se exploraron de manera insatisfactoria.
Algunos críticos se mostraron decepcionados por la falta de giros en el episodio, mientras que el relato de Chris sobre el accidente de coche y el final tuvieron una acogida desigual. Mangan y Reynolds dijeron que el episodio no dio «tantos giros» como debería y Sims «siguió esperando un giro que nunca llegó». Reynolds consideró que el argumento era predecible a partir de los 15 minutos, aunque Dwilson «nunca estuvo muy seguro de hacia dónde se dirigía el episodio» y la mayoría de las veces adivinó mal. Longo consideró que la «gran revelación» de Chris sobre la causa del accidente de coche fue «devastadora», pero Romano dijo que «simplemente no aterriza con mucho impacto».  Mellor consideró el final como un «punto más sutil y efectivo sobre las redes sociales», pero Richards dijo que «no tiene sentido» y Bramesco lo calificó como un «no final artificioso».

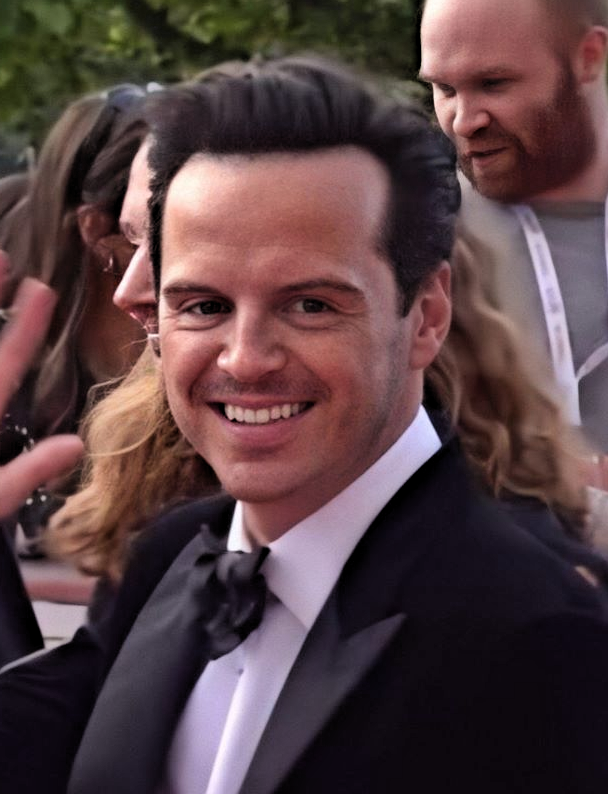
La actuación de Andrew Scott recibió elogios incluso entre algunas críticas negativas.

El papel de Andrew Scott como Chris recibió elogios de la crítica. Varios críticos consideraron que su actuación fue lo más destacado de un episodio que, por lo demás, fue pobre, como Sims, que dijo que la «comprometida actuación principal de Scott» le hizo «interesarse al menos en todo momento», y Reynolds, que dijo que Scott «mantuvo casi unido [el episodio]». Benji Wilson, de The Telegraph, consideró que su «asombroso control y alcance... elevaron una trama demasiado ordenada».  Montgomery calificó al personaje como «una presencia irresistible y ambigua», mientras que Mangan dijo que Scott tenía «una energía singularmente potente y peculiar» que está «perfectamente canalizada» en Chris. Longo dijo que la actuación es «desconcertante en todo momento», pero que Scott «lo sube a un 10» en la llamada telefónica con Billy. Bramesco lo vio de manera diferente, al decir que Scott «se siente como si empezara con un diez y no se dejara ningún lugar a donde ir» y encontró a Scott poco convincente en la llamada telefónica, «aparentemente inseguro de si el momento debe ser jugado histéricamente o para un patetismo genuino». Mientras que Cumming consideró que Chris era «el único personaje desarrollado», Longo dijo que el episodio «perdió oportunidades clave para añadir profundidad» a Chris.
Otros actores y personajes tuvieron una recepción más variada. Montgomery encontró a Grace «una divertida parodia de Jack Dorsey», y Dwilson «apreció cómo su personaje la sorprendió» en su capacidad de relacionarse.  A Vorel, en cambio, le resultaba «bastante difícil» empatizar con Billy. Idris recibió elogios por su papel de Dwilson y Romano. La historia de Hayley fue criticada por Cumming como «poco hecha» y por Bramesco como «una fruslería extraña», pero a Vorel le pareció que la naturaleza de su intento de entrar en la cuenta de Persona de su hija todos los días era una «poderosa pieza de imaginería de Sísifo».
Hawes recibió los elogios de Romano porque «mantiene el ritmo tenso», mientras que Longo analizó que «rodó deliberadamente las reacciones de Chris ante el uso de los teléfonos en un café para proyectar una sombra de aislamiento a su alrededor» y utilizó «flashbacks», «presagios» y «despistes intencionados». Pitchfork calificó la banda sonora con un 6.8 sobre 10, por ser efectiva pero carecer de «melodías icónicas». El crítico Martin-McCormick consideró que el tema «Meditation App» encajaría en «el vestíbulo de un spa de alta gama», pero no recomendó los demás temas como música independiente.

### Ranking de episodios
«Smithereens» ocupa una mala posición en las listas de los críticos de las 23 entregas de Black Mirror, de la mejor a la peor: 
|  | - 11th – James Hibberd, Entertainment Weekly - 11th – Ed Power, The Telegraph - 15th – Matt Miller, Esquire - 17th – Travis Clark, Business Insider | - 19th – Morgan Jeffery and Rosie Fletcher, Digital Spy - 20th – Aubrey Page, Collider - 21st – Tim Molloy, TheWrap - 21st – Charles Bramesco, Vulture |

Los escritores de IndieWire clasificaron los 22 episodios de Black Mirror, excluyendo Bandersnatch, por su calidad, y le dieron a «Smithereens» la undécima posición. En lugar de por su calidad, Proma Khosla, de Mashable, clasificó los episodios por su tono, concluyendo que «Smithereens» era el décimo episodio más pesimista de la serie.

### Premios
Como la quinta temporada de Black Mirror constaba de tres episodios que no cuentan una historia completa, en un principio no estaba claro si competiría en las categorías de TV Movie o Serie Limitada o Serie Dramática de los Premios Emmy. Después de que Netflix solicitara que se permitiera a «Smithereens» como película de televisión, a pesar de la nueva regla de que las candidaturas deben ser de 75 minutos o más, se informó inicialmente de que sería nominada en esta categoría. Más tarde, la Academia de Artes y Ciencias de la Televisión anunció que el episodio competiría en su lugar como Serie Dramática, en la que los intérpretes que aparecen en menos del 50% de una serie tienen la opción de competir en los premios de protagonista, secundario o invitado.  Scott estaba nominado en la categoría de mejor actor invitado - Serie dramática, pero perdió frente fue Ron Cephas Jones por This Is Us.